# ポーランド国民政府

国民政府
Rząd Narodowy (ポーランド語)

国の標語: Si Deus Nobiscum quis contra nos（ラテン語）
もし神が我々と共にあるならば、誰が我々に敵対し得ようか
1月蜂起時に国民政府が主張した領土

国民政府（こくみんせいふ、ポーランド語: Rząd Narodowy）は、ポーランド分割でロシア領となった旧ポーランド・リトアニア共和国地域で起こった1月蜂起の際に成立した臨時政府である。

## 概要
ポーランド国民の大半はポーランド国民政府に税を納めており、国民政府をロシア帝国秘密警察は問題視していた。ノーマン・デイヴィスによると「ポーランド国民政府は世界最古の都市ゲリラ戦を組織した。」と言及しており、1月蜂起から70年以上も経過した第二次世界大戦ではポーランド地下国家のモデル国家となって独ソに対し抵抗運動を行った。
国民政府の最後の独裁者ロムアルド・トラウグットが1864年4月10日から11日にかけロシアに逮捕されて、その後8月5日には処刑によって亡くなった事で蜂起は終焉した。

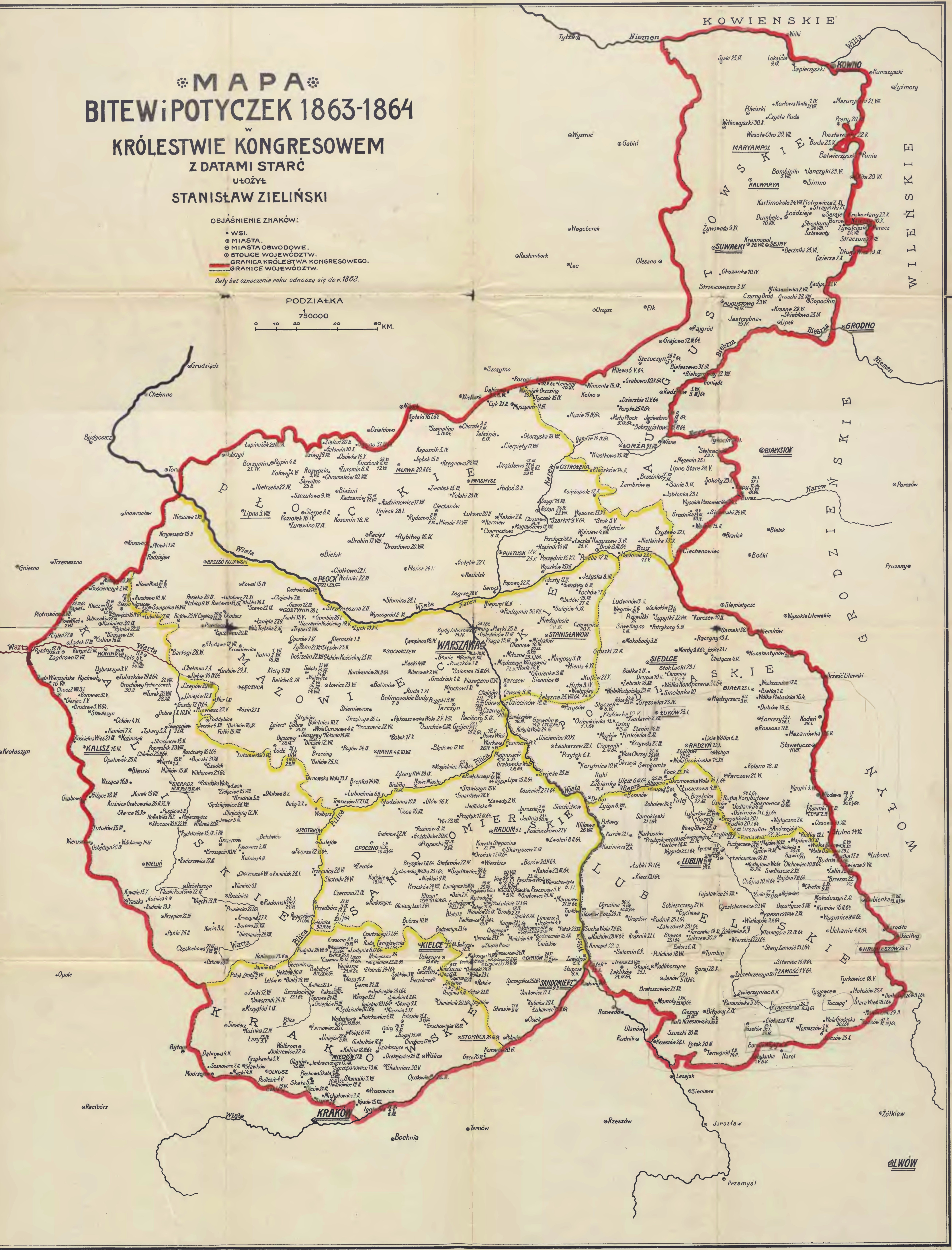
ポーランド立憲王国内の戦闘

### 後世への影響
1931年1月21日、ポーランド第二共和国の大統領イグナツィ・モシチツキが1月蜂起で戦死した軍人と政府関係者にポーランド復興勲章を授与した。